# Dolphin (cohete)
Dolphin fue un cohete de pruebas desarrollado con fondos privados a principios de los años 1980. Utilizaba propulsión híbrida (combustible sólido y oxígeno líquido como comburente) y tenía la particularidad de ser lanzado desde una plataforma sumergida. Sólo se lanzó un ejemplar, el 3 de agosto de 1984, desde la isla de San Clemente.
El proyecto pretendía desarrollar un cohete sonda comercial, que además sería un primer paso para el desarrollo de un lanzador orbital comercial.
La elección de realizar lanzamientos desde el mar fue motivada por la eliminación de la necesidad de una rampa de lanzamiento, la posibilidad de realizar lanzamientos desde cerca del ecuador, con el aumento de la carga útil lanzable, y evitar la estricta regulación de los lanzamientos desde tierra.
Para el lanzamiento, el cohete primero era cargado con oxígeno líquido, luego se echaba al agua, donde flotaba horizontalmente, y se utilizaba un contrapeso conectado a la parte posterior del cohete para ponerlo en vertical. Luego los tanques de nitrógeno se presurizaban y el cohete quedaba listo para el despegue.
El proyecto finalizó cuando se acabaron los fondos privados.

## Especificaciones
- Apogeo: 2 km
- Empuje en despegue: 155 kN
- Masa total: 7500 kg
- Diámetro: 1,07 m
- Longitud total: 15,5 m